# Стандартизація постквантової криптографії NIST
Стандартизація постквантової криптографії — це програма, організована Національним інститутом стандартів і технологій США (NIST) для включення постквантової криптографії у свої стандарти. Її було оголошено на PQCrypto 2016. 23 схеми підпису та 59 схем шифрування або механізмів інкапсуляції ключів були подані до кінцевого терміну подачі заявок в кінці 2017 року, з яких 69 відповідали базовим вимогам та потрапили до першого раунду конкурсу, який проводився в рамках цієї програми.
13 серпня 2024 року Інститут випустив фінальні версії перших трьох постквантових криптографічних стандартів: FIPS 203, FIPS 204 та FIPS 205.

## Передумови
Наукові дослідження потенційного впливу квантових комп'ютерів почалися щонайменше з 2001 року. У звіті NIST, опублікованому у квітні 2016 року, наводяться слова експертів, які визнають, що квантові технології зможуть взломувати широко використовуваний алгоритм RSA до 2030 року. Як наслідок, виникла потреба у стандартизації квантово-стійких криптографічних алгоритмів. Оскільки більшість симетричних криптографічних алгоритмів відносно легко модифікувати таким чином, щоб зробити їх квантово-стійкими, то зусилля були зосереджені на криптографії з відкритим ключем, зокрема на цифрових підписах та механізмах інкапсуляції ключів. У грудні 2016 року NIST ініціював процес стандартизації, оголосивши конкурс.

## Перший раунд
На розгляді були такі алгоритми:

(закресленим позначаються зняті з конкурсу)
| Тип                                                   | PKE/KEM | Цифровий підпис                                              | Цифровий підпис & PKE/KEM |
| ----------------------------------------------------- | --- | ------------------------------------------------------------ | ------------------------- |
| На основі ґраток                                      | - Compact LWE - CRYSTALS-Kyber - Ding Key Exchange - EMBLEM та R.EMBLEM - FrodoKEM - HILA5 (знятий та об'єднаний з Round5) - KCL (pka OKCN/AKCN/CNKE) - KINDI - LAC - LIMA - Lizard - LOTUS - NewHope - NTRUEncrypt - NTRU-HRSS-KEM - NTRU Prime - Odd Manhattan - Round2 (знятий та об'єднаний з Round5) - Round5 (об'єднаний з Round2 та Hila5, 4 серпня 2018 року) - SABER - Three Bears - Titanium | - CRYSTALS-Dilithium - DRS - FALCON - pqNTRUSign - qTESLA    |                           |
| На основі кодів                                       | - BIG QUAKE - BIKE - Класичний McEliece + NTS-KEM - DAGS - Edon-K - HQC - LAKE (знятий та об'єднаний з ROLLO) - LEDAkem - LEDApkc - Lepton - LOCKER (знятий та об'єднаний з ROLLO) - McNie - NTS-KEM - ROLLO (об'єднаний з Ouroboros-R, LAKE та LOCKER) - Ouroboros-R (знятий та об'єднаний з ROLLO) - QC-MDPC KEM - Ramstake - RLCE-KEM - RQC                                                         | - pqsigRM - RaCoSS - RankSign                                |                           |
| На основі хешів                                       | | - Gravity-SPHINCS - SPHINCS+                                 |                           |
| Багатовимірні                                         | - CFPKM - Giophantus | - DualModeMS - GeMSS - Gui - HiMQ-3 - LUOV - MQDSS - Rainbow | - SRTPI - DME             |
| На основі групи кіс                                   | | - WalnutDSA                                                  |                           |
| На основі ізогеній суперсингулярних еліптичних кривих | - SIKE |                                                              |                           |
| Гумористичні                                          | |                                                              | - pqRSA                   |
| Інші                                                  | - Guess Again - HK17 - Mersenne-756839 - RVB | - Picnic                                                     |                           |

### Алгоритми, для яких знайшли вразливості під час першого раунду
- Guess Again[17]
- RVB[18]
- RaCoSS[19]
- HK17[20]
- SRTPI[21]
- WalnutDSA[22][23]
- DRS[24]
- DAGS[25]
- Edon-K[26]
- RLCE[27]
- Hila5[28]
- Giophantus[29]
- RankSign[30]
- McNie[31][32]

## Другий раунд
Кандидати, які пройшли до другого раунду, були оголошені 30 січня 2019 року.
| Тип                                                   | PKE/KEM | Цифровий підпис                        |
| ----------------------------------------------------- | --- | -------------------------------------- |
| На основі ґраток                                      | - CRYSTALS-Kyber - FrodoKEM - LAC - NewHope - NTRU (об'єднання NTRUEncrypt та NTRU-HRSS-KEM) - NTRU Prime - Round5 - SABER - Three Bears     | - CRYSTALS-Dilithium - FALCON - qTESLA |
| На основі кодів                                       | - BIKE - Classic McEliece - HQC - LEDAcrypt (об'єднання LEDAkem та LEDApkc) - NTS-KEM - ROLLO (об'єднання Ouroboros-R, LAKE та LOCKER) - RQC |                                        |
| На основі хешів                                       | | - SPHINCS+                             |
| Багатовимірні                                         | | - GeMSS - LUOV - MQDSS - Rainbow       |
| На основі ізогеній суперсингулярних еліптичних кривих | - SIKE |                                        |
| На основі доведення з нульовим розголошенням          | | - Picnic                               |

## Третій раунд
22 липня 2020 року NIST оголосив сім фіналістів («перший трек»), а також вісім альтернативних алгоритмів («другий трек»). Перший трек містив алгоритми, які виглядали найбільш перспективними, та були розглянуті для стандартизації в кінці третього раунду. Алгоритми з другого треку все ще могли стати частиною стандарту після завершення третього раунду. NIST розраховував, що деякі з альтернативних кандидатів будуть розглянуті в четвертому раунді.
7-9 червня 2021 року NIST провів віртуально третю конференцію зі стандартизації постквантової криптографії. Конференція включала в себе презентації кандидатів та дискусії щодо впровадження, виконання та питань безпеки кандидатів. Увагу було приділено питанням інтелектуальної власності.

### Фіналісти
| Тип              | PKE/KEM                         | Цифровий підпис               |
| ---------------- | ------------------------------- | ----------------------------- |
| На основі ґраток | - CRYSTALS-Kyber - NTRU - SABER | - CRYSTALS-Dilithium - FALCON |
| На основі кодів  | - Класичний McEliece            |                               |
| Багатовимірні    |                                 | - Rainbow                     |

### Альтернативні кандидати
| Тип                                                   | PKE/KEM                 | Цифровий підпис |
| ----------------------------------------------------- | ----------------------- | --------------- |
| На основі ґраток                                      | - FrodoKEM - NTRU Prime |                 |
| На основі кодів                                       | - BIKE - HQC            |                 |
| На основі хешів                                       |                         | - SPHINCS+      |
| Багатовимірні                                         |                         | - GeMSS         |
| На основі ізогеній суперсингулярних еліптичних кривих | - SIKE                  |                 |
| На основі доведення з нульовим розголошенням          |                         | - Picnic        |

### Питання інтелектуальної власності
Після оголошення фіналістів та альтернативних кандидатів було висловлено різні занепокоєння щодо інтелектуальної власності, зокрема, навколо схем на основі ґраток, таких як Kyber та NewHope. Хоч NIST має підписані заяви від груп, які брали участь у конкурсі, що вони відмовляються від будь-яких юридичних претензій, але все ще існують занепокоєння, що треті сторони можуть втрутитись. NIST заявив, що вони візьмуть до уваги такі міркування при виборі алгоритмів-переможців.

### Алгоритми, для яких знайшли вразливості під час третього раунду
- Rainbow (на класичному комп'ютері)[57]

### Адаптації
Під час цього раунду у наступних кандидатів виявили вразливості до певних атак, але їх виправили:
- CRYSTAL-Kyber та SABER[58]
- FALCON[59]

### Перша група переможців
5 липня 2022 року NIST оголосив першу групу переможців шестирічного конкурсу.
| Тип              | PKE/KEM          | Цифровий підпис               |
| ---------------- | ---------------- | ----------------------------- |
| На основі ґраток | - CRYSTALS-Kyber | - CRYSTALS-Dilithium - FALCON |
| На основі хешів  |                  | - SPHINCS+                    |

## Четвертий раунд
5 липня 2022 року NIST оголосив чотирьох кандидатів на участь у четвертому раунді стандартизації постквантової криптографії.
| Тип                                                   | PKE/KEM                         |
| ----------------------------------------------------- | ------------------------------- |
| На основі кодів                                       | - BIKE - Classic McEliece - HQC |
| На основі ізогеній суперсингулярних еліптичних кривих | - SIKE                          |

### Алгоритми, для яких знайшли вразливості під час четвертого раунду
- SIKE (на класичному комп'ютері)[64]

## Перший випуск стандартів
13 серпня 2024 року NIST випустив фінальні версії своїх перших трьох постквантових криптографічних стандартів. Згідно з анонсом до релізу:

Хоча в порівнянні з чорновими версіями стандартів не було внесено суттєвих змін, NIST змінив назви алгоритмів, щоб вказати версії, які фігурують у трьох фіналізованих стандартах, а саме:
- Федеральний стандарт обробки інформації (FIPS) 203, призначений як основний стандарт для загального шифрування. Серед його переваг — порівняно невеликі ключі шифрування, якими дві сторони можуть легко обмінюватися, а також швидкість роботи. В основі стандарту лежить алгоритм CRYSTALS-Kyber, який був перейменований на ML-KEM, скорочення від Module-Lattice-Based Key-Encapsulation Mechanism (Механізм інкапсуляції ключів на основі модулярної ґратки).
- FIPS 204, призначений як основний стандарт для цифрових підписів. Стандарт використовує алгоритм CRYSTALS-Dilithium, який було перейменовано на ML-DSA, скорочення від Module-Lattice-Based Digital Signature Algorithm (Алгоритм цифрового підпису на основі модулярної ґратки).
- FIPS 205, також призначений для цифрових підписів. Стандарт використовує алгоритм Sphincs+, який було перейменовано на SLH-DSA, скорочення від Stateless Hash-Based Digital Signature Algorithm. Стандарт базується на іншому математичному підході, ніж ML-DSA, і призначений як резервний метод на випадок, якщо ML-DSA виявиться вразливим.
- Аналогічно, коли буде випущено стандарт FIPS 206, побудований на основі FALCON, алгоритм отримає назву FN-DSA, скорочення від FFT (швидке перетворення Фур'є) над NTRU-Lattice-Based Digital Signature Algorithm (Алгоритм цифрового підпису на основі NTRU-ґратки).

## Додаткові схеми цифрового підпису
У вересні 2022 року NIST оголосив про розгляд додаткових пропозицій в категорії цифрових підписів у процесі стандартизації постквантової криптографії, щоб урізноманітнити свій набір постквантових підписів.

### Перший раунд
NIST отримав 50 заявок та визнав 40 з них відповідними до вимог участі. На розгляді були такі алгоритми:
| Тип                                                   | Цифровий підпис |
| ----------------------------------------------------- | --- |
| На основі ґраток                                      | - EagleSign - EHTv3 та EHTv4 - HAETAE - HAWK - HuFu - Raccoon - SQUIRRELS |
| На основі кодів                                       | - CROSS - Удосконалений pqsigRM - FuLeeca - LESS - MEDS - Wave |
| MPC-in-the-Head                                       | - MIRA - MiRitH - MQOM - PERK - RYDE - SDitH |
| Багатовимірні                                         | - 3WISE («Заявник погоджується з тим, що схема є вразливою, але вважає за краще не відкликати заявку в надії, що вивчення схеми сприятиме розвитку криптоаналізу») - Biscuit - DME-Sign («Наше перше враження — атака працює, і ми перевіряємо деталі атаки. Ми працюємо над варіантом DME, який може протистояти атаці, але ми повинні перевірити його.») - HPPC - MAYO - PROV - QR-UOV - SNOVA - TUOV - UOV - VOX |
| На основі ізогеній суперсингулярних еліптичних кривих | - SQIsign |
| На основі симетрій                                    | - AIMer - Ascon-Sign - FAEST - SPHINCS-alpha |
| Інші                                                  | - ALTEQ - eMLE-Sig 2.0 - KAZ-SIGN - Preon - Xifrat1-Sign.I |

### Алгоритми, для яких знайшли вразливості під час першого раунду
- 3WISE[84]
- EagleSign[98]
- KAZ-SIGN[99][100]
- Xifrat1-Sign.I[101]
- eMLE-Sig 2.0[102]
- HPPC[103][104]
- ALTEQ[105]
- Biscuit[106]
- MEDS[107]
- FuLeeca[108]
- LESS[109]
- DME-Sign[110][111]
- EHTv3[112][113]
- Удосконалений pqsigRM[114][115]
- HAETAE[116]
- HuFu[117]
- SDitH[118][119]
- VOX[120]
- AIMer[121]
- SNOVA[122]
- PROV[123]

### Другий раунд
Кандидати, які пройшли до другого раунду, були оголошені 24 жовтня 2024 року.
| Тип                                                   | Цифровий підпис                                                   |
| ----------------------------------------------------- | ----------------------------------------------------------------- |
| На основі ґраток                                      | - HAWK                                                            |
| На основі кодів                                       | - CROSS - LESS                                                    |
| MPC-in-the-Head                                       | - Mirath (об'єднання MIRA та MiRitH) - MQOM - PERK - RYDE - SDitH |
| Багатовимірні                                         | - MAYO - QR-UOV - SNOVA - UOV                                     |
| На основі ізогеній суперсингулярних еліптичних кривих | - SQIsign                                                         |
| На основі симетрій                                    | - FAEST                                                           |